# Aedes (Antigua Roma)

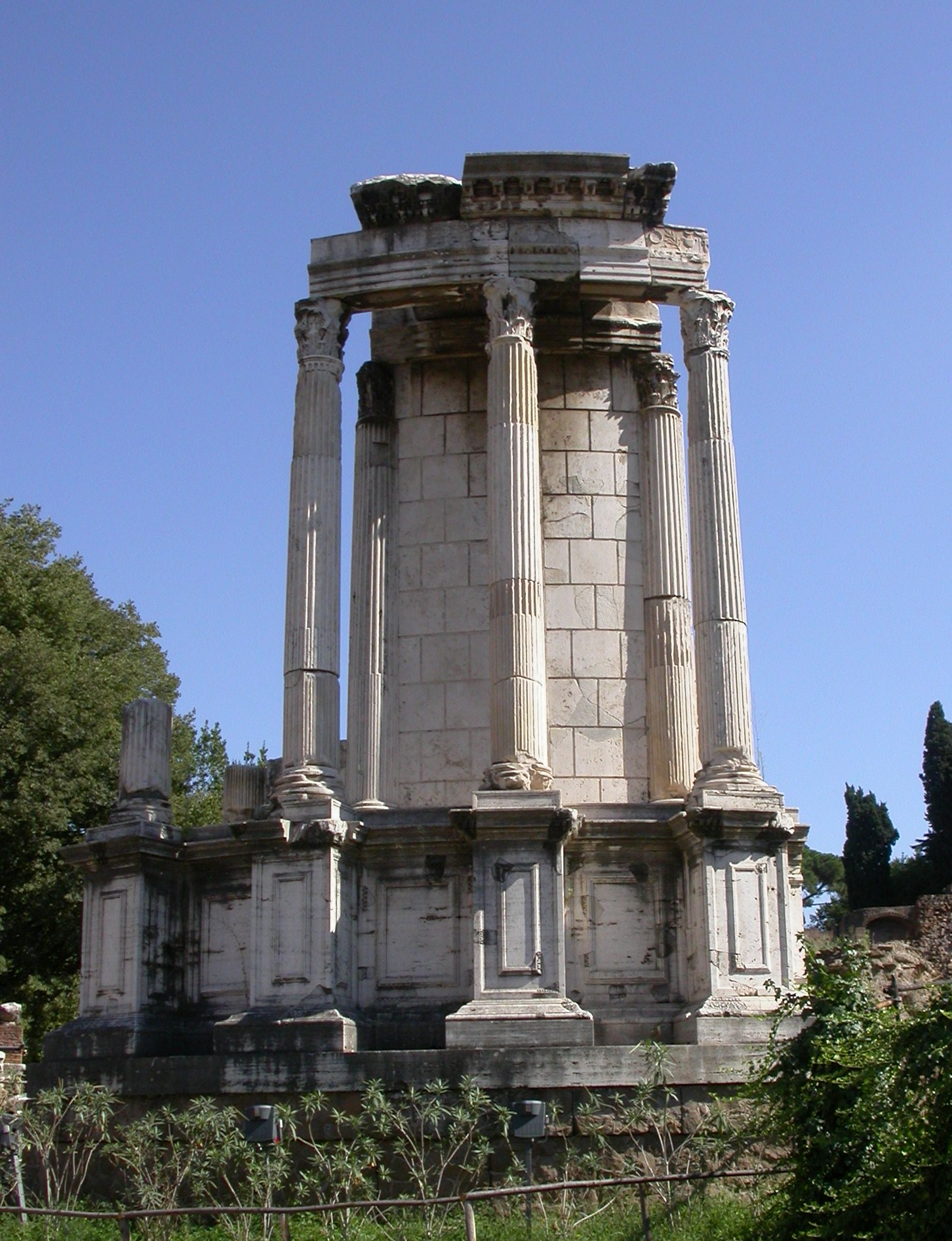
Restos del Aedes Vestae en Roma, donde se mantenía el fuego sagrado.

Un aedes, en la religión de la Antigua Roma, era la morada de una divinidad. En principio, era cualquier estructura que albergara la imagen de la deidad, y por tanto, revestido de carácter sacro, distinguiéndose del templum o recinto sagrado propiamente dichos.
Aedes es un término latino, entre otros, que pueden traducirse como "santuario" o "templo", como es el caso de delubrum, fanum, sacellum, sacrarium, lucus o templum. Por ejemplo, el Templo de Vesta, en latín era Aedes Vestae. Su diminutivo, aedicula designaba un pequeño santuario.
En De architectura, Vitruvio siempre usa la palabra templum en el sentido técnico de espacio definido a través de un augurio, utilizando aedes para la construcción en sí misma. Para Vitubio, el diseño del aedes de una deidad, debía adecuarse a las características de ésta. Para una deidad celestial, como Júpiter, Caelo, Sol o Luna, el edificio debía abrirse al cielo. Para una deidad que encarnase una virtus, como Minerva, Marte o Hércules, su aedes debía ser dórico, sin apenas, adornos; el orden corintio sería adecuado para diosas como Venus, Flora, Proserpina o Lymfa y el orden jónico sería un término medio entre los dos para divinidades como Juno, Diana o Líber. Por tanto, en teoría, aunque no siempre era así en la práctica, la estética arquitectónica tenía una dimensión teológica.
La palabra aedilis (edil), que designa a un magistrado romano, está relacionada por su etimología, pues entre los deberes de los aediles estaba la supervisión de las obras públicas, y entre ellas, la construcción y mantenimiento de templos. El templo (aedes) de Flora, por ejemplo, fue construido en el año 241 a. C. por dos ediles que actuaron según indicaciones de los oráculos sibilinos. Los ediles de la plebe tenían su sede en el aedes de Ceres.
En las inscripciones y textos romanos podía leerse con la abreviatura "AEO".